# Puracé
El Puracé és un estratovolcà que es troba a l'interior del Parc Nacional Natural Puracé, al Departament de Cauca, Colòmbia. El seu cim s'eleva fins als 4.650 msnm. És un dels volcans més actius de Colòmbia, amb grans erupcions el 1849, 1869 i 1885. La darrera erupció fou el 1977.